# Ngöbe
Ngöbe ou guaimí é um povo indígena que habita o oeste do Panamá, principalmente na Comarca Ngobe-Buglé, nas províncias de Veraguas, Chiriquí e Bocas del Toro. São mais de 200 mil pessoas que falam o Ngöbere, idioma da família chibcha.